# St. Johnsbury (condado de Caledonia)
St. Johnsbury es un lugar designado por el censo ubicado en el condado de Caledonia en el estado estadounidense de Vermont. En el año 2010 tenía una población de 6,193 habitantes.

## Geografía
St. Johnsbury se encuentra ubicado en las coordenadas 44°25′43″N 72°0′45″O / 44.42861, -72.01250.